# Sanditon (TV-serie)
Sanditon är en brittisk historisk dramaserie från 2019. Serien i 20 delar över tre säsonger hade svensk premiär på SVT1 och SVT-play den 20 april 2020. Oliver Blackburn har regisserat serien, med manus av Andrew Davies, baserat på ett ofullbordat bokmanuskript av Jane Austen med samma namn.

## Handling
Serien handlar om unga Charlotte Heywood som av en slump hamnar i Sanditon. Sandition är ett fiskarsamhälle men med ambitioner på att bli en viktig semesterort vid havet. Där träffar Charlotte olika personer och det blir såväl intriger som flörtande och romantik.

## Rollista i urval
- Rose Williams – Charlotte Heywood
- Theo James – Sidney Parker
- Kris Marshall – Tom Parker
- Kate Ashfield – Mary Parker
- Crystal Clarke – Georgiana Lambe
- Anne Reid – Lady Denham
- Jack Fox – Sir Edward Denham
- Charlotte Spencer – Esther Denham
- Turlough Convery – Arthur Parker
- Leo Suter – unge Stringer
- Lily Sacofsky – Clara Brereton
- Ben Lloyd-Hughes – Alexander Colbourne
- Alexander Vlahos – Charles Lockhart
- Sophie Winkleman – Lady Susan de Clemente
- Mark Stanley – Lord Babington
- Matthew Needham – Mr Crowe
- Alexandra Roach – Diana Parker
- James Atherton – Fred Robinson
- Elizabeth Berrington – Mrs Griffith